# 阔萼凤仙花
阔萼凤仙花（学名：Impatiens platysepala）是凤仙花科凤仙花属的植物，为中国的特有植物。分布在中国大陆的江西、浙江等地，生长于海拔1,000米的地区，常生于山地林下、林缘以及水沟边，目前尚未由人工引种栽培。